# Coenonympha rhodanica
Coenonympha rhodanica är en fjärilsart som beskrevs av Varin 1964. Coenonympha rhodanica ingår i släktet Coenonympha och familjen praktfjärilar. Inga underarter finns listade i Catalogue of Life.